# 亚历山大·涅夫斯基修道院

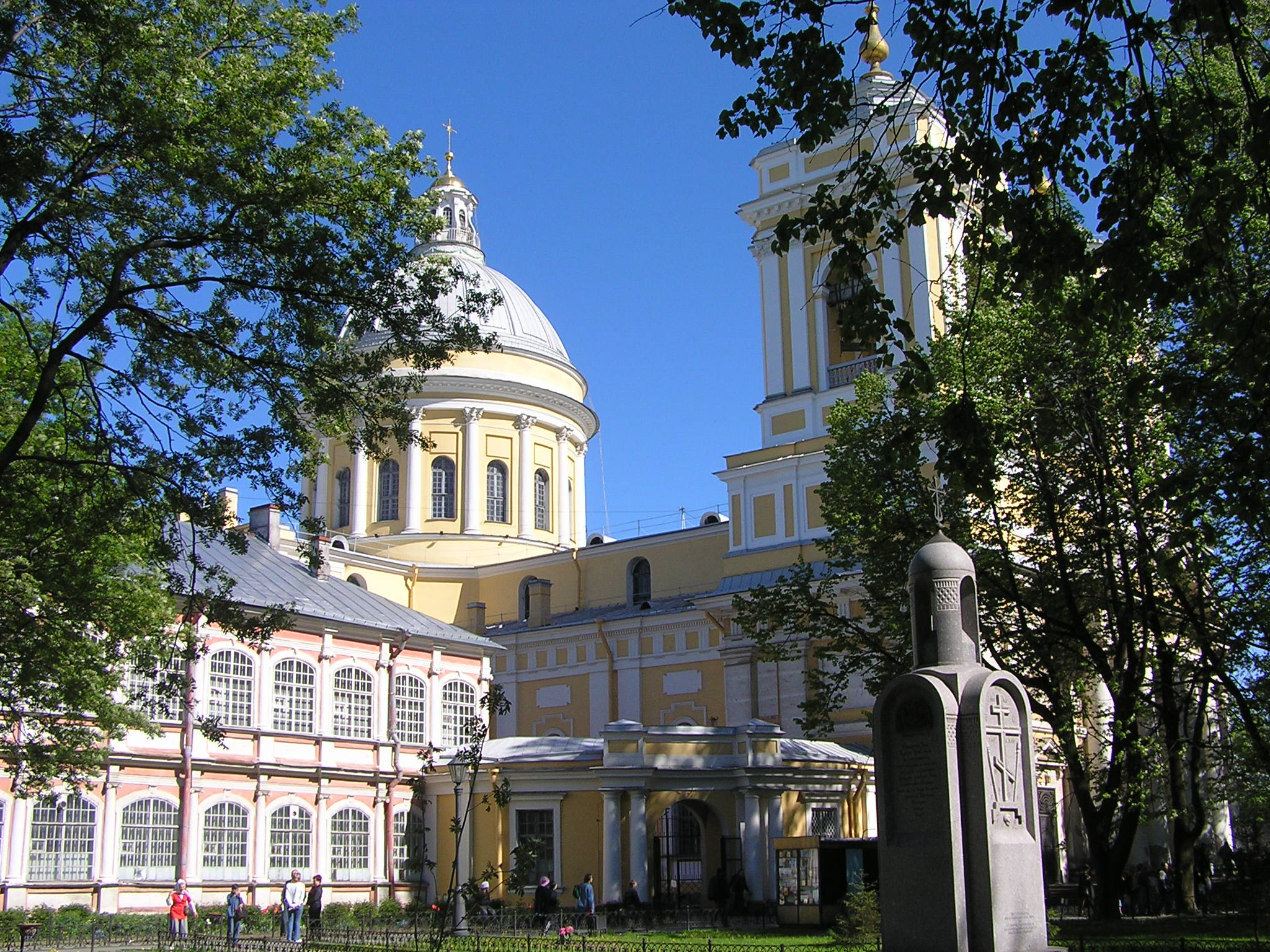
聖三一教堂

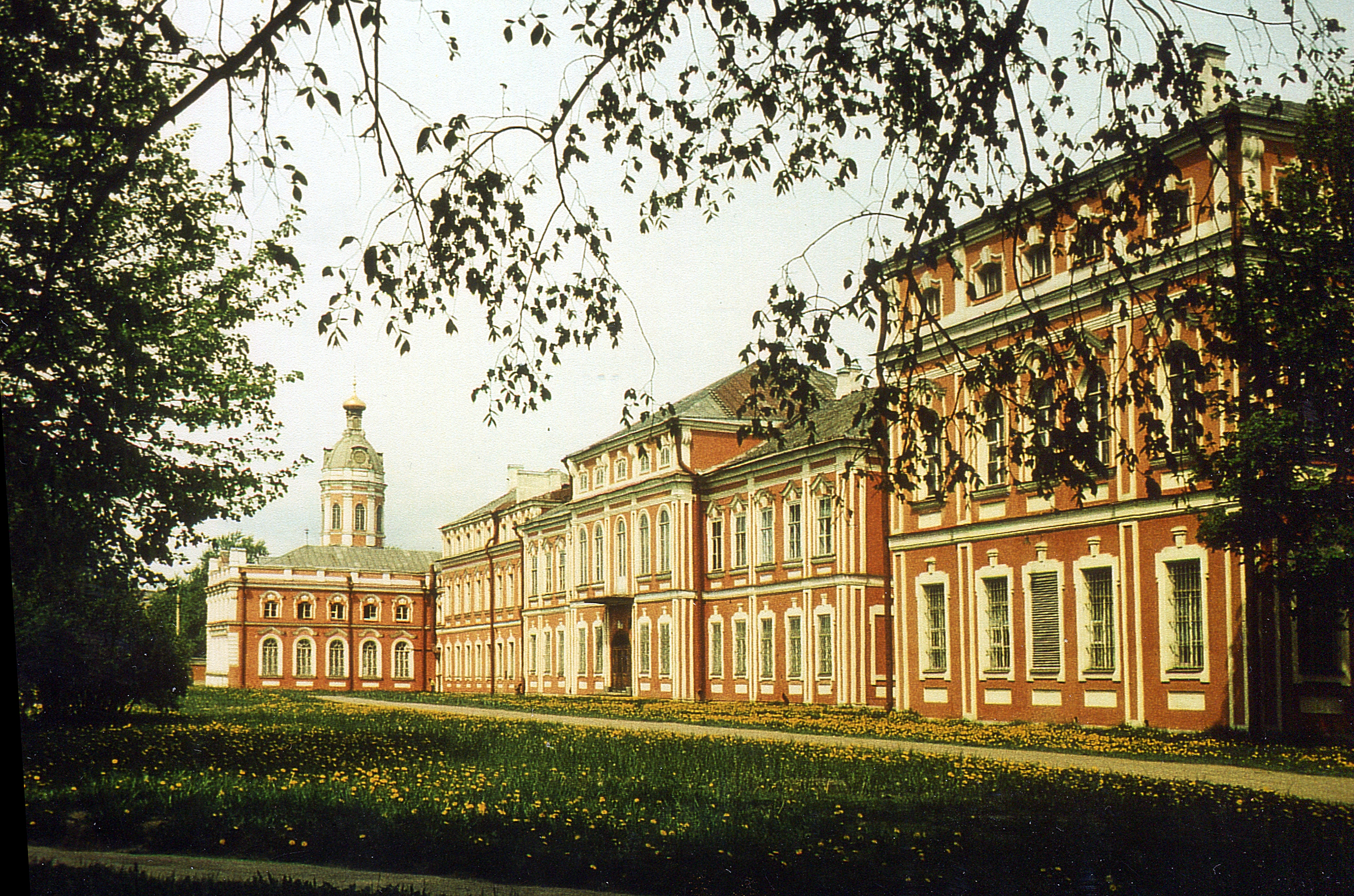
亞歷山大涅夫斯基修道院的寮房建築

亚历山大·涅夫斯基修道院（俄语：Александро-Невская лавра）是一座位于圣彼得堡的修道院。

## 历史
是彼得大帝下令建造的修道院。当时，彼得大帝决定在1240年诺夫哥罗德大公（亚历山大·雅罗斯拉维奇）在涅瓦河畔与瑞典交战的地方建造圣彼得堡。在建造新城的同时，他建造了这座修道院，並將大公的遺骸移到此修道院，以求得神的保护。
修道院的周围有4座18到19世纪的墓地。在拱门入口左侧的是拉扎列夫公墓。在圣彼得堡留下了很多建筑的建筑师沃罗尼欣、扎哈罗夫、果兹罗夫斯基、罗西，科学家罗蒙诺索夫等的墓地都在这儿。入口右侧的是季赫温公墓，陀思妥耶夫斯基、瓦西里·安德烈耶维奇·茹科夫斯基、尼古拉·米哈伊洛维奇·卡拉姆津等文学家和作曲家柴可夫斯基、穆索尔斯基等都葬在这儿。

## 外部連結
- 官方網站（页面存档备份，存于）
- Alexander Nevsky Lavra (Monastery) (Saint Petersburg)（页面存档备份，存于）
- （俄文）
- （俄文）